# دانيال إريك
دانيال إريك (بالألمانية: Daniel Erich)‏ هو ملحن ألماني، ولد في 19 فبراير 1649 في لوبيك في ألمانيا، وتوفي في 30 أكتوبر 1712 في غوسترو في ألمانيا.

## وصلات خارجية
- دانيال إريك على موقع ميوزك برينز (الإنجليزية)
- دانيال إريك على موقع ديسكوغز (الإنجليزية)